# 小池正直
小池 正直（こいけ まさなお、1854年12月23日（嘉永7年11月4日） - 1914年1月1日）は、日本の陸軍軍人。貴族院議員。陸軍軍医総監・正四位・勲一等・功二級・医学博士・男爵。山形県鶴岡市出身。

## 略歴
鶴岡藩医・小池正敏の長男として生まれる。大学東校に入り、陸軍軍医生徒となり、1881年3月、東京大学医学部を卒業。同期は三浦守治、高橋順太郎、中濱東一郎、森林太郎、佐藤佐、賀古鶴所であった。
同年6月、陸軍軍医副に任官し、東京陸軍病院に配属。大阪陸軍病院、軍医本部付（釜山駐在）、近衛付、軍医学舎教官、兼陸軍省医務局副課員、医務局第1課長心得などをへて、1888年3月からドイツに官費留学し、ミュンヘン大学で学んだ。
帰国後、陸軍軍医学校教官、医務局第1課長などを歴任。日清戦争に第1軍兵站軍医部長として出征し、戦後、占領地総督部軍医部長となった。1898年8月、軍医監（少将相当）に進級し、陸軍軍医の人事権をにぎるトップの陸軍省医務局長に就任した。1899年医学博士号取得。1901年3月9日、軍医学校長事務取扱。日露戦争では、医務局長として大本営陸軍部の野戦衛生長官、さらに1904年2月10日には、満州軍兵站総軍医部長となった。しかし国内で、脚気患者の大量発生と軍医不足という悲惨な状況が知られはじめると、衛生の総責任者である小池に対する批判が高まり、戦後も小池が医務局長を辞任するまで『医海時報』に陸軍批判の投稿がつづいた（詳細は、日露戦争での陸軍脚気惨害を参照のこと）。
1905年6月に陸軍軍医総監（中将相当）に進級、1907年11月に休職、1910年6月29日に予備役編入。
1907年9月、日清戦争・日露戦争の功にて、男爵の爵位を授爵し華族となり、1911年7月10日から1914年1月の死去まで貴族院議員在任。
1914年1月1日、死去。（「官報」以外の文献では、死亡日を1913年12月31日とすものもある。）

## 官歴
- 1890年（明治23年）6月6日 - 任 陸軍二等軍医正、補 軍医学校教官[6]
- 1895年（明治28年）4月21日 - 任 陸軍軍医監[7]
- 補 医務局長
- 1896年（明治29年）12月16日 - 戦時衛生事績編纂委員ヲ命ズ[8]
- 1901年（明治34年）
  - 6月24日 - 御用有之台湾へ出張被差随[9]
  - 6月25日 - 兼補 陸軍衛生会議議長[9]

## 栄典
位階
- 1884年（明治17年）3月29日 - 正七位 [10]
- 1891年（明治24年）12月28日 - 従六位 [11]
- 1893年（明治26年）12月16日 - 正六位[12]
- 1895年（明治28年）11月15日 - 従五位[13]
- 1898年（明治31年）9月10日 - 正五位[14]
- 1903年（明治36年）9月30日 - 従四位[15]
- 1910年（明治43年）8月10日 - 正四位[16]

勲章等
- 1894年（明治27年）11月24日 - 勲六等瑞宝章[17]
- 1895年（明治28年）
  - 10月18日 - 功四級金鵄勲章・単光旭日章[18]
  - 11月18日 - 明治二十七八年従軍記章[19]
- 1898年（明治31年）11月24日 - 勲五等瑞宝章[20]
- 1900年（明治33年）5月31日 - 勲四等瑞宝章[21]
- 1901年（明治34年）12月27日 - 勲二等旭日重光章[22]
- 1902年（明治35年）5月10日 - 明治三十三年従軍記章[23]
- 1906年（明治39年）4月1日 - 功二級金鵄勲章・勲一等旭日大綬章・明治三十七八年従軍記章[24]
- 1907年（明治40年）9月21日 - 男爵 [25]

外国勲章等佩用允許
- 1902年（明治35年）7月22日 - フランス共和国：レジオンドヌール勲章コマンドール[26]

## 家族親族
- 曾祖父：小池仲伯 - 米沢藩士
- 祖父：小池仲郁 - 蘭方医、米沢藩医
- 父：小池正敏 - 庄内藩医
- 妻：小池金子 - 長崎県士族・亀田佐記の次女
- 長女：小池貞子 - 北島多一（医学博士、第2代日本医師会会長） 妻
- 長男：小池正晁 - 医学博士、陸軍軍医総監、貴族院議員、男爵
- 義娘：小池順子 - 瀬川昌耆（医学博士、瀬川小児病院初代院長）の次女、正晁の妻
  - 孫（正晁・長男）：小池正弘
  - 孫（正晁・次男）：小池正英
  - 孫（正晁・三男）：小池正徳
- 次男：小池正彪 - 三井本社・常務理事
  - 孫（正彪・長女）：小池郁子 - 福岡県士族 吉田良明 妻
  - 孫（正彪・次女）：小池恵子 - 河本文夫 妻
  - 孫（正彪・三女）：小池貴久子 - 岡本武雄 妻
  - 孫（正彪・長男）：小池正宣
  - 孫（正彪・次男）：小池正邦
- 三男：小池正教 - 農学士
- 次女：小池泰子 - 井内勇（朝鮮銀行理事） 妻
- 四男：小池正朝 - 医学博士、順天堂大学医学部教授、江東病院長
  - 孫（正朝・長男）：小池正純
  - 孫（正朝・次男）：小池正恒

## 著作
- 「日本陸軍衛生上の概況」・「軍医学会雑誌」号外（1897年30日）山田定次郎

### 共著
- 「衛生新篇」森林太郎（1896年30日）南江堂